# Lamut (Ifugao)
Pour l’article homonyme, voir Lamut.
Lamut est une municipalité de la province d'Ifugao, aux Philippines.